# Advanta Championships of Philadelphia 1995
L'Advanta Championships of Philadelphia 1995 è stato un torneo femminile di tennis giocato sul sintetico indoor. 
È stata la 13ª edizione del torneo, che fa parte della categoria Tier I nell'ambito del WTA Tour 1995.
Si è giocato al Philadelphia Civic Center di Filadelfia, negli USA dal 6 al 12 novembre 1995.

## Campionesse

### Singolare
Steffi Graf ha battuto in finale  Lori McNeil con il punteggio di 6–1, 4–6, 6–3

### Doppio
Lori McNeil /  Helena Suková hanno battuto in finale  Meredith McGrath /  Larisa Savchenko Neiland con il punteggio di 4–6, 6–3, 6–4